# Polen

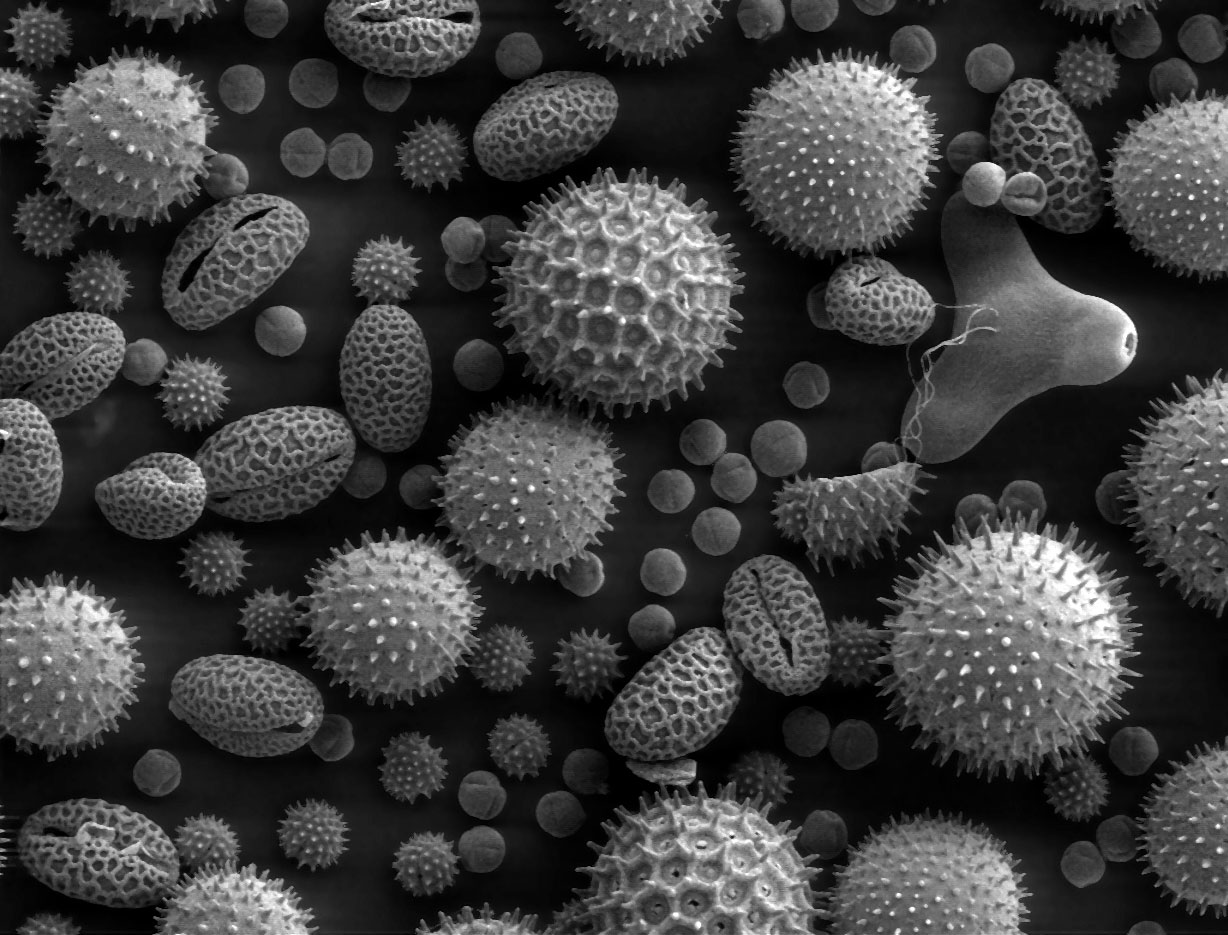

Polenul (din latină pollen) este o pulbere de obicei galbenă, constituită din grăuncioare microscopice, ce provin din anterele staminelor. Polenul mai este definit și ca o pulbere galbenă produsă de staminele fanerogamelor, celulele reproducătoare mascule. Polenul și mierea sunt singurele resurse alimentare care s-au descoperit că conțin 22 de nutrienți. Din această cauză polenul este considerat ca „aliment complet”. 

## Proprietăți ale polenului crud
Polenul conține substanțe indispensabile vieții ca:
- Aminoacizi (Metionina, Valina, Lisina, Cisteina, Glutamina. etc.)
- Grăsimi și mai ales acizi nesaturați - linol, acid linolic, acid arahidonic
- Polenul conține de 20 de ori mai multă vitamina A decât morcovul, și tot asemenea provitamina A.

Polenul mai conține:
- minerale importante, ca fierul și magneziul
- multă lecitină

Polenul poate provoca alergii.

## Legături externe
- Ce este polenul crud si la ce este bun
- Despre polen - Proprietati, vitamine, minerale, alergii - Fotografii Arhivat în 8 decembrie 2020, la Wayback Machine.
- Biomedicina prin apiterapie - Polenul
- Alergia la Ambrozie Arhivat în 30 septembrie 2012, la Wayback Machine.
- Dr. Cătălin-Andrei Bulai: Soluții naturale pentru adenomul de prostată, 12 martie 2024, Jurnalul de sănătate
- Alergia la polen Arhivat în 1 octombrie 2012, la Wayback Machine.
- Beneficiile polenului crud